# IC 5306
IC 5306 هو اصطدام مجري، يقع في كوكبة الفرس الأعظم.

## روابط خارجية
- IC 5306 على موقع ويكي سكاي: DSS2, SDSS, GALEX, IRAS, Hydrogen α, X-Ray, Astrophoto, Sky Map, Articles and images